# Veliko bukovje
Veliko bukovje este o arie protejată (arie specială de conservare — SAC, sit de importanță comunitară — SCI) din Slovenia întinsă pe o suprafață de 1.353,97 ha, integral pe uscat.

## Localizare
Centrul sitului Veliko bukovje este situat la coordonatele 45°29′18″N 15°16′13″E / 45.4883°N 15.2702°E.

## Înființare
Situl Veliko bukovje a fost declarat sit de importanță comunitară în aprilie 2004 pentru a proteja 2 specii de animale. Situl a fost protejat și ca arie specială de conservare în februarie 2012.

## Biodiversitate
Situată în ecoregiunea continentală, aria protejată conține 1 habitat natural: Păduri ilirice de stejar și carpen (Erythronio-Carpinion).
La baza desemnării sitului se află mai multe specii protejate de  nevertebrate (2): fluturele-tigru (Callimorpha quadripunctaria), Leptidea morsei.